# Johannes Drees

Johannes Drees

Johannes Drees (* 12. Oktober 1894 in Pye, Landkreis Osnabrück; † 3. September 1944 gefallen bei Compiègne, Frankreich) war ein deutscher Politiker der Zentrumspartei und Reichstagsabgeordneter.
Der Sohn eines Landwirts besuchte bis 1908 die Volksschule in Pye und danach von 1908 bis 1914 das Gymnasium Carolinum in Osnabrück. Zuletzt im Rang eines Leutnants der Reserve nahm Drees am Ersten Weltkrieg teil. Von 1919 bis 1922 studierte er Landwirtschaft in Göttingen. 1924 wurde er in Göttingen zum Dr. phil. promoviert. 
Zunächst von 1922 bis 1926 Geschäftsführer des Niedersächsischen Bauernvereins mit Sitz in Osnabrück, wechselte er 1926 in das Amt des Generalsekretärs des Landwirtschaftlichen Hauptvereins in Osnabrück. Bei dieser Stelle handelte es sich um den Dienstposten eines Beamten der Landwirtschaftskammer. 1933 gewaltsam aus seinem Posten vertrieben und entlassen, fand er im Januar 1934 in der Verwaltungshauptabteilung der Landesbauernschaft eine neue Beschäftigung. Bis 1937 hatte er das Amt inne. Erst seine Weigerung, der NSDAP beizutreten, bot Veranlassung, Drees nach elfjähriger Tätigkeit aus dem Amt zu entfernen und in den Ruhestand zu versetzen.
Drees kümmerte sich dann mit seiner Ehefrau Elisabeth, geborene Nölker, um die Bewirtschaftung eines Hofes Natbergen im Kreis Osnabrück, den er 1926 erworben hatte. 
Ehrenamtlich engagierte sich Drees von 1925 bis 1929 als Zentrumsmitglied im Kreistag in Osnabrück. Nach der Wahl am 20. Mai 1928 zog Drees dann als Abgeordneter in den Deutschen Reichstag ein, wo er bis November 1933 den Wahlkreis 14 (Weser-Ems) vertrat und unter anderem im Petitionsausschuss und im Ausschuss für soziale Angelegenheiten mitwirkte. Er war Nachfolger von Theodor Pennemann, der aus Gesundheitsgründen und wegen der Angriffe der Landvolk-in-Not-Bewegung auf eine erneute Kandidatur verzichtet hatte.
Von 1937 bis 1939 war Drees Schätzer in Wehrmachtsfragen bei der Landesbauernschaft Hannover, doch schon in den ersten Kriegstagen im September 1939 wurde er zum Kriegsdienst einberufen. Er fiel als Major der Reserve im Wald bei Compiègne.

## Werke
- Die Bedeutung des Heuerlingswesens innerhalb der landwirtschaftlichen Lohnverfassung, mit besonderer Rücksichtnahme auf die Verhältnisse im Kreise Osnabrück. Diplomarbeit Göttingen 1922.
- Arbeitsausgleich zwischen Industrie und Landwirtschaft, dargest. am Heuerlingswesen im Kreise Osnabrück. Diss. phil. (maschinenschriftlich) Göttingen 1924 (Auszug in: Jb. der math.-naturwiss. Fakultät Göttingen 1924).
- Daneben verfasste er noch Zeitungsartikel zu landwirtschaftlichen und politischen Fragen.